# Баффало Сейбрс
«Ба́ффало Се́йбрс» (укр. Шаблі Баффало, англ. Buffalo Sabres) — заснована у 1970 професійна хокейна команда міста Баффало, штату Нью-Йорку. Команда — член Атлантичного дивізіону, Східної конференції, Національної хокейної ліги.
Домашнє поле для «Баффало Сейбрс» — Ейч-Ес-Бі-Сі-арена.
«Сейбрс» досі не виграли жодного хокейного трофею Кубок Стенлі.

## Статистика клубу
Скорочення:

ІЗ — ігор зіграно, В — виграно, П — поразок, Н — нічиї, ПОТ — поразки в овертаймі, О — очок набрано, ШЗ — шайб закинуто, ШП — шайб пропущено, ШХ — штрафні хвилини

| Переможці Кубку Стенлі | Переможці конференції | Переможці дивізіону | Найкращі показники в НХЛ |

| Сезон   | ІЗ                           | В                            | П                            | Н                            | ПОТ                          | О                            | ШЗ                           | ШП                           | ШХ                           | Сезон                        | Плей-оф |
| 1998-99 | 82                           | 37                           | 28                           | 17                           | —                            | 89                           | 211                          | 175                          | 1561                         | 4, Північно-східний          | Виграли в чвертьфіналі конференції, 4:0 («Оттава Сенаторс») Виграли у півфіналі конференції, 4:2 («Бостон Брюїнс») Виграли у фіналі конференції 4:1 («Торонто Мейпл-Ліфс») Програли у фіналі, 2:4 («Даллас Старс») |
| 1999-00 | 82                           | 35                           | 32                           | 11                           | 4                            | 85                           | 213                          | 204                          | 1173                         | 3, Північно-східний          | Програли у чвертьфіналі конференції, 1:4 («Філадельфія Флайєрс») |
| 2000-01 | 82                           | 46                           | 30                           | 5                            | 1                            | 98                           | 218                          | 184                          | 1249                         | 2, Північно-східний          | Виграли у чвертьфіналі конференції, 4:2(«Філадельфія Флайєрс») Програли у півфіналі конференції, 3:4 («Піттсбург Пінгвінс»)                                                                                        |
| 2001-02 | 82                           | 35                           | 35                           | 11                           | 1                            | 82                           | 213                          | 200                          | 1217                         | 5, Північно-східний          | Участі не брали |
| 2002-03 | 82                           | 27                           | 37                           | 10                           | 8                            | 72                           | 190                          | 219                          | 1276                         | 5, Північно-східний          | Участі не брали |
| 2003-04 | 82                           | 37                           | 34                           | 7                            | 4                            | 85                           | 220                          | 221                          | 1289                         | 5, Північно-східний          | Участі не брали |
| 2004-05 | Сезон відмінено через локаут | Сезон відмінено через локаут | Сезон відмінено через локаут | Сезон відмінено через локаут | Сезон відмінено через локаут | Сезон відмінено через локаут | Сезон відмінено через локаут | Сезон відмінено через локаут | Сезон відмінено через локаут | Сезон відмінено через локаут | Сезон відмінено через локаут |
| 2005-06 | 82                           | 52                           | 24                           | —                            | 6                            | 110                          | 281                          | 239                          | 1144                         | 2, Північно-східний          | Виграли у чвертьфіналі конференції, 4:2 («Філадельфія Флайєрс») виграли у півфіналі конференції, 4:1 («Оттава Сенаторс») програли у фіналі конференції, 3:4 («Кароліна Гаррікейнс»)                                |
| 2006-07 | 82                           | 53                           | 22                           | —                            | 7                            | 113                          | 308                          | 242                          | 1177                         | 1, Північно-східний          | Виграли у чвертьфіналі конференції, 4:1 («Нью-Йорк Айлендерс») виграли у півфіналі конференції, 4:2 («Нью-Йорк Рейнджерс») програли у фіналі конференції, 1:4 («Оттава Сенаторс»)                                  |
| 2007-08 | 82                           | 39                           | 31                           | —                            | 12                           | 90                           | 255                          | 242                          | 1040                         | 4, Північно-східний          | Участі не брали |

## Склад команди
Основні скорочення:

А — альтернатива, К — капітан, Л — ліва, П — права, ЛК — лівий крайній, ПК — правий крайній, Ц — центровий.
Станом на 3 квітня 2008
| №  | Гравець       | Захват | В команді | Дата народження | Місце народження          |
| -- | ------------- | ------ | --------- | --------------- | ------------------------- |
| 30 | Раян Міллер   | Л      | 1999      | 17 липня 1980   | Іст Ленсінг, Мічиган, США |
| 35 | Жаклін Тіболт | Л      | 2007      | 12 січня 1975   | Монреаль, Квебек, Канада  |

| №  | Гравець          | Кидок | В команді | Дата народження | Місце народження                 |
| -- | ---------------- | ----- | --------- | --------------- | -------------------------------- |
| 4  | Нолан Прет       | Л     | 2007      | 14 серпня 1975  | Форт МакМюррей, Альберта, Канада |
| 5  | Тоні Лідмен      | Л     | 2005      | 25 вересня 1977 | Лахті, Фінляндія                 |
| 6  | Ярослав Спачек   | Л     | 2006      | 11 лютого 1974  | Рокіцани, Чехословаччина         |
| 10 | Хенрік Талліндер | Л     | 1997      | 10 січня 1979   | Стокгольм, Швеція                |
| 27 | Теппо Нуммінен   | П     | 2005      | 3 липня 1968    | Тампере, Фінляндія               |
| 34 | Майк Вебер       | Л     | 2005      | 16 грудня 1987  | Піттсбург, Пенсільванія, США     |
| 38 | Натан Печ        | Л     | 2003      | 30 березня 1983 | Гумбольдт, Саскачеван, Канада    |
| 44 | Андрей Секера    | Л     | 2004      | 8 червня 1986   | Бойніце, Чехословаччина          |
| 45 | Дмитро Калінін   | Л     | 1998      | 22 липня 1980   | Челябінськ, СРСР                 |

| №  | Гравець               | Позиція | Кидок | В команді | Дата народження   | Місце народження                 |
| -- | --------------------- | ------- | ----- | --------- | ----------------- | -------------------------------- |
| 9  | Дерек Руа — А         | Ц       | Л     | 2001      | 4 травня 1983     | Оттава, Онтаріо, Канада          |
| 12 | Алеш Коталік          | Ц       | П     | 1998      | 23 грудня 1978    | Цінджихув-Ґрадец, Чехословаччина |
| 19 | Тім Конолі            | Ц       | П     | 2001      | 7 травня 1981     | Сірак'юс, Нью-Йорк, США          |
| 20 | Деніель Пайє          | ЛК      | Л     | 2002      | 15 квітня 1984    | Велланд, Онтаріо, Канада         |
| 21 | Дрю Стефорд           | ПК      | П     | 2004      | 30 жовтня 1985    | Мілвокі, Вісконсин, США          |
| 22 | Адам Мейр             | Ц/ПК    | П     | 2002      | 15 лютого 1979    | Гамільторн, Онтаріо, Канада      |
| 26 | Томаш Ванек           | ЛК      | П     | 2003      | 19 січня 1984     | Баден, Австрія                   |
| 28 | Пол Гостад            | Ц/ЛК    | Л     | 2000      | 3 лютого 1983     | Фарго, Північна Дакота, США      |
| 29 | Джейсон Помінвіль — К | ПК      | П     | 2001      | 30 листопада 1982 | Репентіньї, Квебек, Канада       |
| 36 | Патрік Калета         | ПК      | П     | 2004      | 8 червня 1986     | Анґола, Нью-Йорк, США            |
| 37 | Майкл Раян            | ЛК      | Л     | 2000      | 17 грудня 1977    | Бостон, Массачусетс, США         |
| 55 | Йохан Хект — А        | ЛК      | Л     | 2003      | 21 червня 1977    | Мангейм, ФРН                     |
| 61 | Максим Афіногенов     | ПК      | Л     | 1997      | 4 вересня 1979    | Москва, СРСР                     |
| 76 | Ендрю Петерс          | ЛК      | Л     | 1998      | 5 травня 1980     | Сент-Катарінс, Онтаріо, Канада   |

## Відомі гравці
- Фред Стенфілд (1974—1978)
- Кевін Магвайр (1987—1990)
- Лу Франческетті (1990—1992)
- Міхал Грошек (1995—2000)
- Вейн Прімо (1994—2000)
- Джеррі Д'Аміго (2014—2015)
- Тім Шаллер (2014—2015)